# 丁一岚
丁一岚（1921年10月10日—1998年9月16日），原名刘孝思，曾用名于虹、路群、刘啸诗，天津塘沽人，祖籍福建闽侯，中华人民共和国电台播音员，前人民日报社社长邓拓的夫人，曾任中国国际广播电台台长。

## 生平
丁一岚出生在直隶省天津县塘沽地区的一个小资产阶级家庭，1935年在天津参与中国共产党组织的一二九运动，并由此加入中华民族解放先锋队和敢死队。1937年9月，初中毕业的丁一岚不顾家庭劝阻，与一名同学奔赴延安，进入陕北公学学习。1938年2月，丁一岚加入中国共产党，后进入中共在延安开设的党校学习，并改名于虹，毕业后留校任俱乐部主任，是年年底赴晋察冀边区参加妇女工作，翌年3月，丁一岚在平山县担任妇女抗日救国会副主任兼宣传部长。
1941年，丁一岚向《晋察冀日报》投稿了一篇名为《血的控诉》的稿件，时任总编辑邓拓读到稿件后亲自修改并去信丁一岚鼓励其继续写作，此后两人时常互通书信。1941年底，丁一岚与邓拓在平山瓦口川首次见面，翌年3月7日，两人正式结婚，此后丁一岚赴报社担任编辑、记者等工作。
1945年抗日战争结束后，丁一岚受报社委托向群众播报抗战胜利的新闻，因声音洪亮受到领导的欣赏，丁一岚在10月被调往新华广播电台工作，辗转于张家口、晋察冀和陕北之间，后升任新华广播电台播音组组长。1949年，丁一岚与齐越一起担任了中华人民共和国开国大典的播音工作。
1954年，丁一岚作为中国广播代表团代表之一访问苏联，回国后先后被任命为中国中央电视台总编室副主任兼播音部主任，北京人民广播电台编辑科长、台长，以及中央人民广播电台播出部主任、总编室主任等职。1966年文化大革命爆发前后，丁一岚成为被批斗的对象，丈夫邓拓自杀，她自己遭隔离审查，下放房山农场、河南淮阳干部学校等地劳动。文革结束后，丁一岚一家得以平反。1980年，丁一岚作为邓拓的遗孀出席了中共中央为邓拓举行的追悼大会，同年被评为全国三八红旗手。1982年—1985年，丁一岚担任中国国际广播电台台长、中国广播电视学会理事。
离休后，丁一岚开始撰写《晋察冀日报史》等文献，并着手筹备建立首都女新闻工作者协会。1986年5月，丁一岚参加了在福州召开的“邓拓学术思想讨论会”，1987年首都女新闻工作者协会正式成立后，丁一岚担任副会长。1991年，丁一岚确诊肾衰竭，深受肾病影响的丁一岚在1994年创办了《肾友知音》季报免费在全国各医院的血透室发行，同年，福州的邓拓故居被辟为纪念馆并开放后，丁一岚再度赴福州参与了揭幕典礼。1998年9月16日，丁一岚病逝于北京市，享年77岁。

## 家庭
丁一岚的祖籍为福建省闽侯县，父亲在天津北方铁路工作。丈夫邓拓是中国报刊政论家、学者、作家，两人在1942年结婚。丁一岚育有5个子女（3女2子），长女邓小岚和次子邓云出生在中华人民共和国成立之前，三女邓小虹、四子邓壮、幼女邓岩则出生于1950年代。

## 著作
丁一岚著有《邓拓诗集》以及《燕山夜话》合集、《中国救荒史》等。